# Mięta
Mięta (Mentha L.) – rodzaj roślin z rodziny jasnotowatych (Lamiaceae). W zależności od ujęcia taksonomicznego (stopnia uwzględnienia taksonów mieszańcowych, częstych w tym rodzaju) należy tu od ok. 18–19 do 24 gatunków. Zasięg rodzaju obejmuje wszystkie kontynenty z wyjątkiem Antarktydy i Ameryki Południowej (aczkolwiek na tej drugiej obecne są jako introdukowane). Rośliny te rosną na różnych siedliskach, najczęściej wilgotnych lub mokrych, ale też na suchych stepach. 
Mięty używane są jako zioła o specyficznym, miętowym aromacie, w kuchni, ale także w ziołolecznictwie. W Ameryce stosowany był tamtejszy gatunek – M. canadensis. W Starożytnym Rzymie głównie mięta nadwodna M. aquatica. Współcześnie największe znaczenie użytkowe mają: mięta zielona M. spicata, mięta wonna M. suaveolens, mięta pieprzowa M. × piperita, mięta długolistna M. longifolia, mięta polej M. pulegium. Jako roślina ozdobna na skalniakach uprawiana bywa mięta Requiena M. requienii.

## Rozmieszczenie geograficzne
Rośliny z tego rodzaju najbardziej zróżnicowane są w Europie (10 gatunków), Azji i Afryce, ale też 6 gatunków obecnych jest w Australii, jeden w Nowej Zelandii i jeden w Ameryce Północnej. Liczne gatunki i mieszańce rozprzestrzenione zostały na świecie i zdziczały na różnych obszarach. 
Gatunki flory Polski
Pierwsza nazwa naukowa według listy krajowej, druga – obowiązująca według bazy taksonomicznej Plants of the World online (jeśli jest inna)
- mięta długolistna Mentha longifolia (L.) L.
- mięta kosmata Mentha ×niliaca (Juss.) ex Jacq. ≡ Mentha × rotundifolia (L.) Huds. – antropofit zadomowiony
- mięta nadwodna Mentha aquatica L.
- mięta okrągłolistna Mentha rotundifolia (L.) Huds. – antropofit zadomowiony
- mięta okręgowa Mentha ×verticillata L.
- mięta pieprzowa Mentha ×citrata L. ≡ Mentha ×piperita L.
- mięta polej Mentha pulegium L.
- mięta polna Mentha arvensis L.
- mięta zielona Mentha spicata L. – antropofit zadomowiony
- mięta szlachetna Mentha ×gentilis L. ≡ Mentha arvensis L. – efemerofit
- mięta Smitha Mentha ×smithiana Graham ≡ Mentha × wirtgeniana F.W.Schultz – w Polsce gatunek uprawiany

## Morfologia i biologia

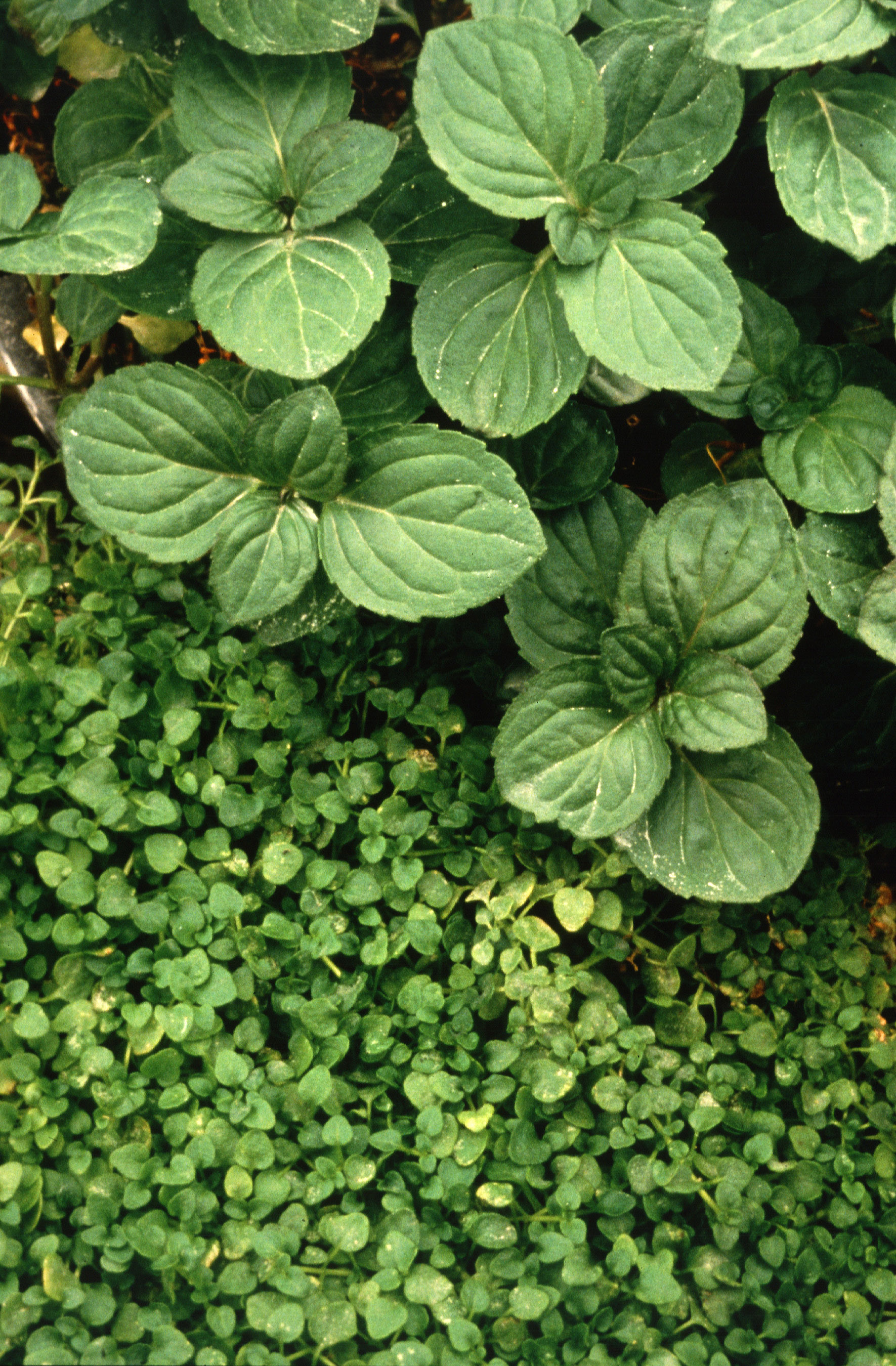
Dwa gatunki mięty obok siebie: mięta pieprzowa (u góry) oraz mięta Requiena (na dole)

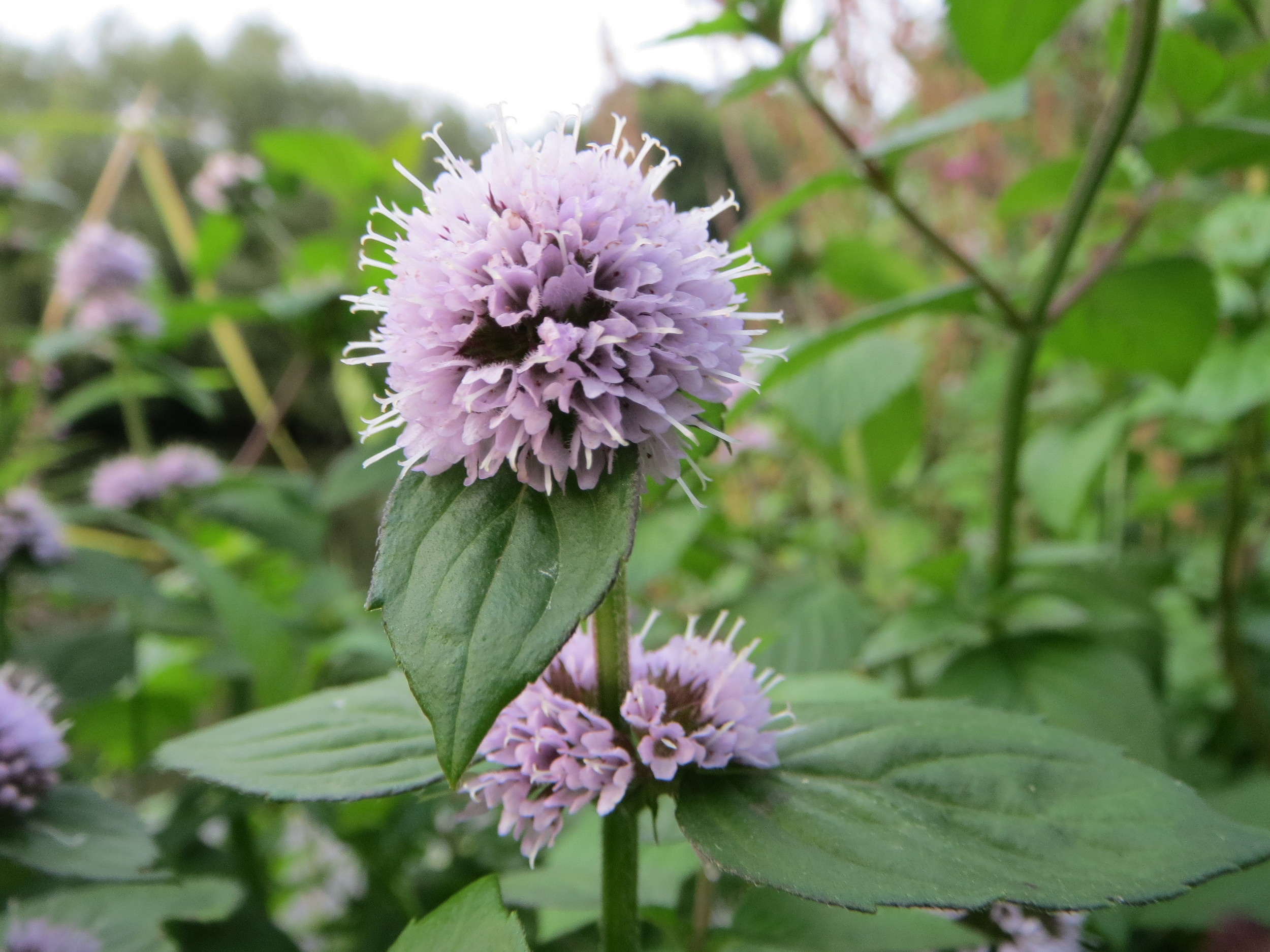
Mięta nadwodna

PokrójByliny o płożących kłączach osiągające do 1,5 m wysokości, rzadko rośliny jednoroczne. Rośliny o silnym, charakterystycznym zapachu (nie zawsze „miętowym”).
LiścieUlistnienie naprzeciwległe. Liście silnie aromatyczne, pojedyncze, jajowate lub eliptyczne, całobrzegie, karbowane lub ząbkowane.
KwiatyDrobne, zebrane w okółkach skupionych w szczytowej części pędu, rozdzielone wydłużonymi międzywęźlami lub skupionymi tak gęsto, że kwiatostan złożony jest kłosokształtny. Kielich zrosłodziałkowy, z czterema lub 5 ząbkami na szczycie, z 10 do 13 wiązkami przewodzącymi. Korona fioletowa, biała lub różowa. U nasady zrośnięte płatki tworzą krótką rurkę zakończoną czterema łatkami tworzącymi niezbyt wyraźnie dwie wargi, z górną łatką z reguły większą od pozostałych. Cztery pręciki w dwóch parach, wystają z rurki korony. Zalążnia złożona z dwóch owocolistków, dwukomorowa, w każdej komorze z dwoma zalążkami. Szyjka słupka pojedyncza, z dwudzielnym znamieniem o niemal równych ramionach.
OwoceCzterodzielne rozłupnie, rozpadające się na cztery pojedyncze rozłupki.

## Systematyka
Pozycja systematyczna

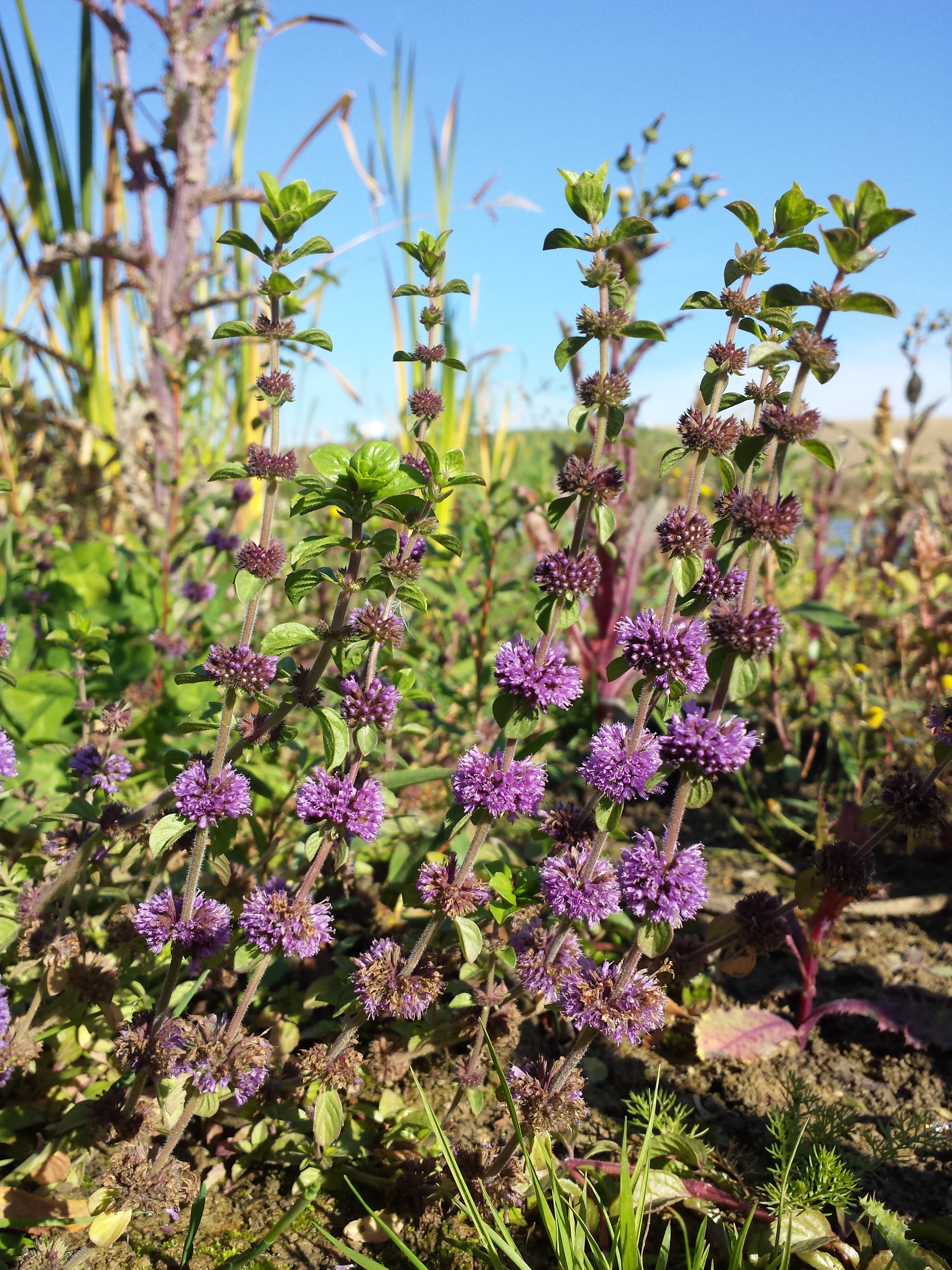
Mięta polej

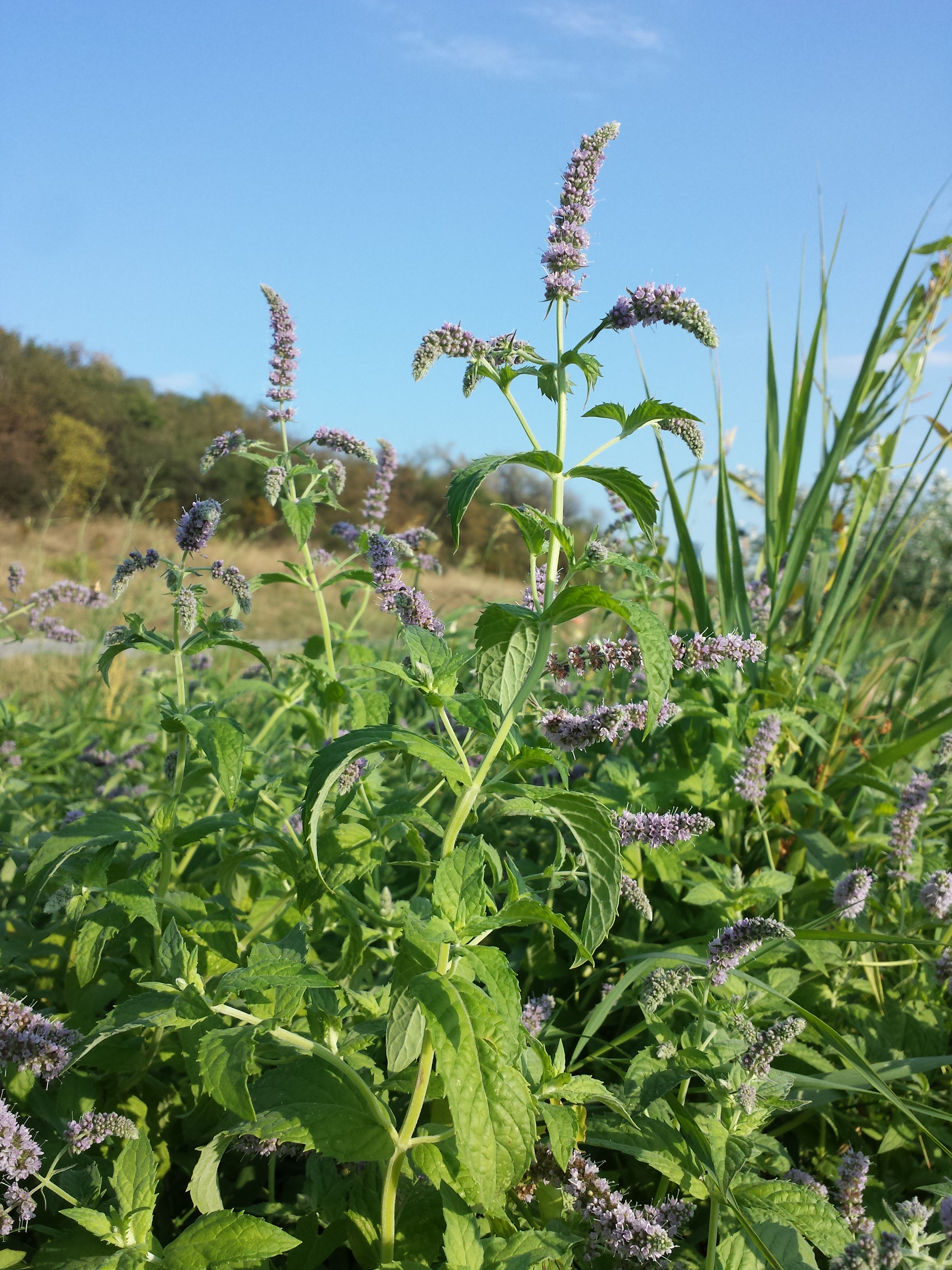
Mięta długolistna

Rodzaj z rodziny jasnotowatych (Lamiaceae Lindl.) w obrębie której zaliczany jest do podrodziny Nepetoideae, plemienia Mentheae i podplemienia Menthinae.
Podział rodzaju
W obrębie rodzaju gatunki klasyfikowane są do czterech sekcji: Eriodontes, Mentha, Pulegium i Tubulosae.
Wykaz gatunków
- Mentha alaica Boriss.
- Mentha aquatica L. – mięta nadwodna
- Mentha arvensis L. – mięta polna
- Mentha atrolilacina B.J.Conn & D.J.Duval
- Mentha australis R.Br.
- Mentha canadensis L.
- Mentha × carinthiaca Host
- Mentha cervina L. – mięta jelenia
- Mentha cunninghamii (Benth.) Benth.
- Mentha dahurica Fisch. ex Benth.
- Mentha × dalmatica Tausch
- Mentha darvasica Boriss.
- Mentha diemenica Spreng.
- Mentha × dumetorum Schult.
- Mentha gattefossei Maire
- Mentha × gayeri Trautm.
- Mentha × gracilis Sole
- Mentha grandiflora Benth.
- Mentha japonica (Miq.) Makino
- Mentha × kuemmerlei Trautm.
- Mentha laxiflora Benth.
- Mentha × locyana Borbás
- Mentha longifolia (L.) L. – mięta długolistna
- Mentha micrantha (Fisch. ex Benth.) Heinr.Braun
- Mentha pamiroalaica Boriss.
- Mentha × piperita L. – mięta pieprzowa
- Mentha pulegium L. – mięta polej
- Mentha × pyramidalis Ten.
- Mentha requienii Benth. – mięta Requiena
- Mentha × rotundifolia (L.) Huds. – mięta okrągłolistna
- Mentha royleana Wall. ex Benth.
- Mentha satureioides R.Br.
- Mentha spicata L. – mięta zielona
- Mentha suaveolens Ehrh. – mięta wonna
- Mentha × suavis Guss.
- Mentha × verticillata L. – mięta okręgowa
- Mentha × villosa Huds.
- Mentha × villosa-nervata Opiz
- Mentha × wirtgeniana F.W.Schultz – mięta Smitha

## Nazewnictwo
Nazwa rodzaju Mentha pochodzi z greckiego od imienia nimfy Menthe (Mente, Minto, Minta, Minte), zamieszkującej Podziemie i będącej kochanką Hadesa. Ten chcąc ją uchronić przed zazdrością i prześladowaniami Persefony (żony) zamienił nimfę w roślinę miętę.

## Zastosowanie
- Uprawiane są głównie ze względu na zapach i smak liści. Z liści m.in. mięty pieprzowej (łac. Mentha piperita, ang. peppermint) pozyskiwany jest olejek miętowy zawierający mentol, wykorzystywany w przemyśle perfumeryjnym, farmaceutycznym, spożywczym (m.in. do wyrobu słodyczy i ciast) oraz tytoniowym. Liście mięty zielonej (łac. Mentha spicata, ang. spearmint) używane są chętnie bezpośrednio jako przyprawa, a także stosowane są jako dodatek aromatyzujący do gumy do żucia i past do zębów.
- Niektóre gatunki są uprawiane jako rośliny lecznicze.
- Niektóre gatunki są uprawiane jako rośliny ozdobne.